# Central Coast Rhinos
Die Central Coast Rhinos sind ein semi-professioneller australischer Eishockeyclub aus Erina, New South Wales, der bereits von 2005 bis 2008 in der Australian Ice Hockey League spielte. 2022 kehrte der Klub in die AIHL zurück.

## Geschichte
Der Club wurde 2005 als Blue Haven Rhinosgegründet und im Zuge der Erweiterung der Australian Ice Hockey League von sechs auf acht Teams zusammen mit den Gold Coast Blue Tongues in die höchste australische Eishockeyliga aufgenommen. Nachdem der Sponsorenvertrag mit der Firma Blue Haven Pools vor der Saison 2007 ausgelaufen war, wechselte der Verein seinen Namen und läuft seitdem als Central Coast Rhinos auf. Die größte Rivalität besteht aufgrund der räumlichen Nähe zu den Newcastle North Stars. Vor der Saison 2009 verließen die Rhons die Australian Ice Hockey League aus Protest gegen die neuen, strengeren Lizenzierungsvorschriften. Für 2009 stand lange nicht fest, an welcher Liga das Team teilnehmen wird, jedoch gewannen die Rhinos bereits den Wilson Cup, ein Vorbereitungsturnier der besten australischen Eishockeymannschaften. Schlussendlich nahmen die Rhinos erst 2010 wieder am Spielbetrieb, diesmal in der East Coast Super League, teil. Anschließend wurde der Spielbetrieb für mehr als ein Jahrzehnt eingestellt, ehe in der Spielzeit 2022 die Rückkehr in die AIHL erfolgte.

## Stadion
Die Heimspiele der Central Coast Rhinos werden in der Erina Ice Arena in Erina, New South Wales, ausgetragen.